# Indiai antilop
Az indiai antilop (Antilope cervicapra) az emlősök (Mammalia) osztályának párosujjú patások (Artiodactyla) rendjébe, ezen belül a tülkösszarvúak (Bovidae) családjába és az antilopformák (Antilopinae) alcsaládjába tartozó faj.
Az Antilope emlősnem egyetlen élő faja.
Dél-Ázsiában él, és az állatkertekben leggyakrabban tartott antilop. Szabadon viszont jóval ritkábban lehet vele találkozni.

## Neve
Az indiai antilop magyar neve egyértelmű: Indiából származó antilop. Azonban a tudományos neve valamivel bonyolultabb. Az állat nemének a neve, az Antilope a latin „antalopus” szóból ered, melynek jelentése „szarvas állat”, vagy „szarvval rendelkező állat”. A faj név szintén latin eredetű, de ez esetben már összetett szóról van szó, ugyanis „capra” = nőstény kecske és „cervus” = szarvas szavak összevonásából jött létre.

## Előfordulása
Az indiai antilop kis számban India szinte teljes területén előfordul, kivéve a hegységeket és a nedvesebb területeket, mint például a Gangesz deltájának mocsarai és láperdői. Becslések szerint a 19. században mintegy 4 millió indiai antilop élt India síkságain, több ezer példányból álló csordákba tömörülve. Ezek a hatalmas antilop csordák mindkét nemből és mindenféle korú állatból tevődtek össze. Mára csupán 50 000 maradt belőlük, és ez az állomány egészségesnek és stabilnak tűnik. A fajt a vadászat és élőhelyének pusztulása egyaránt veszélyezteti. Indián kívül előfordul még Nepálban is. 2008-ban a nepáli állomány 184 antilopból állt. Korábban élt Bangladesben is, de onnan mára kihalt. Szintén kihalt Pakisztánból, de oda sikeresen vissza telepítették.
Manapság az indiai állomány többsége az alábbi rezervátumokban él:
- Velavadar Nemzeti Park – az 1990-es évek középen, a feltételezések szerint, itt körülbelül 1500 példány élt.[7]
- Point Calimere Wildlife and Bird Sanctuary
- Tal Chhapar Sanctuary
- National Chambal Sanctuary
- Keoladeo Nemzeti Park
- Ranibennur Blackbuck Sanctuary
- Great Indian Bustard Sanctuary
- Kaimur Wildlife Sanctuary
- Gir Nemzeti Park[8]
- Guindi Nemzeti Park[9]
- Ranthambhore Nemzeti Park[10]

Betelepített, szabadon élő populációi vannak Argentínában és az Amerikai Egyesült Államokban, például Texas államban is. Az amerikai állomány, 2000 körül körülbelül 43 600 indiai antilopot számlált.
Állatkertekben gyakori, lévén igen esztétikus megjelenésű faj. Magyarországon a következő állatkertekben élnek indiai antilopok: Nyíregyháza, Veszprém, Pécs, Kecskemét, Miskolc.
Habár Indiában betiltották a vadászatát, az orvvadászat még mindig jelentős mértékben veszélyezteti ezt a fajt. További veszélyforrások a bekerített rezervátumokban a túllegelés és túlszaporodás, illetve a beltenyészet, betegségek és a rezervátumokat látogató turisták zaklatása.
Nyílt sztyeppék lakója, de ritkásabb erdőkben is előfordul.

## Alfajai
- Antilope cervicapra cervicapra (Linnaeus, 1758)
- Antilope cervicapra rajputanae Zukowsky, 1927

## Megjelenése
Az állat hossza 120 centiméter és marmagassága 73,7–83,8 centiméter. A kifejlett bak testtömege 34–45 kilogramm, míg a nőstényé 31–39 kilogramm. Valamivel nagyobb, mint egy őz. A bak nagyobb a nősténynél. A bak hároméves korában hátán, nyakán és fején, valamint lába külső felén sötétbarna szőrzetet növeszt. Ez a korral egyre sötétebbé válik, és az öreg bakok szőrzete akár fekete is lehet. Ez egyértelműen elüt a szeme körüli és az állán, mellkasán és hasán látható fehér szőrzettől. Csavaros szarva 45,6–68,5 centiméter hosszú. A csavarmenetek száma elérheti az ötöt. A szarvak széttartók és hengeresek. A nőstény felül világosabb, háta és feje pirosas-barnássárga, de nincs szarva. Testalja hasonlít a bakéhoz. Mindkét nem alakja gazellaszerű. Farka rövid és lapított. Az albinizmus ritka ennél a fajnál. Az orvvadászok különösen kedvelik az albínó egyedeket.
Az antilopnak nagy szeme és füle van, kiváló a látása, a szaglása és a hallása, ezért hamar észleli a veszélyt. A gida bundája hasonlít a nőstényére.
|  |  |

## Életmódja

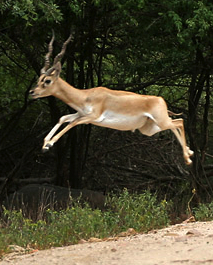
Ugró indiai antilop Haidarábádban

Az indiai antilop kis, általában 5-50 fős csordákban él. A csordát egy domináns bak vezeti. Régebben akár ezres csordák is kialakultak. A bakok az év egy szakaszában területet foglalnak, és minden nőstényre igényt tartanak, aki az ő területükre vándorol. Területüket energikusan védelmezik más hímekkel szemben. A párzási időszakot kivéve a csordákhoz csatlakoznak. A küzdelmek rituálisak, és ritkán vezetnek vérontáshoz.
Ez az antilopfaj igen gyors állat, elérheti a 80 km/órás sebességet is. Ez a sebesség elég ahhoz, hogy a legtöbb támadó elől elfusson. Főleg a nyílt térségeket választja élőhelyül, általában kerüli a sűrű erdőket. Tápláléka fűfélék, levelek, lágy szárú növények, hüvelyesek, gyümölcsök és virágok. Alkalmanként akácialeveleket  fogyaszt a Cholistan  sivatagban..  A Velavadar Nemzeti Parkban megfigyelték, hogy a Prosopis juliflora gyümölcsét eszi. Nappali állat; a legmelegebb évszakban napközben pihen, csak szürkületkor mozog. Minden nap kell innia; a vízért hajlandó nagy távolságokat megtenni.
Korábban az indiai antilop legfőbb ellensége az ázsiai gepárd (Acinonyx jubatus venaticus) volt, manapság a szürke farkastól (Canis lupus) kell tartania. A gidákra az aranysakálok (Canis aureus) és a kutyák jelentenek veszélyt.
Az állat körülbelül 13 évig élhet. Állatkertben megérheti a húsz évet. Vadon találtak egy nőstényt, amely megérte a 18 éves kort. A hímek élete rövidebb, mint a nőstényeké.

## Szaporodása
Az ivarérettséget 18–24 hónapos korban éri el, habár a hímek csak hatévesen válnak elég erőssé ahhoz, hogy megvédjék területüket. A párzási időszak egész évben tart, azonban március–április és augusztus–október között a legaktívabb. A párzási szertartás alatt, a bakok kiválasztanak maguknak egy territóriumot, amelyet határozottan védelmeznek. Ha nőstény megy egy bak területére, akkor a territórium tulajdonosa udvarolni kezd neki. A vemhesség 5–6 hónapig tart, ennek végén egy gida jön a világra.

## Fajmegőrzés

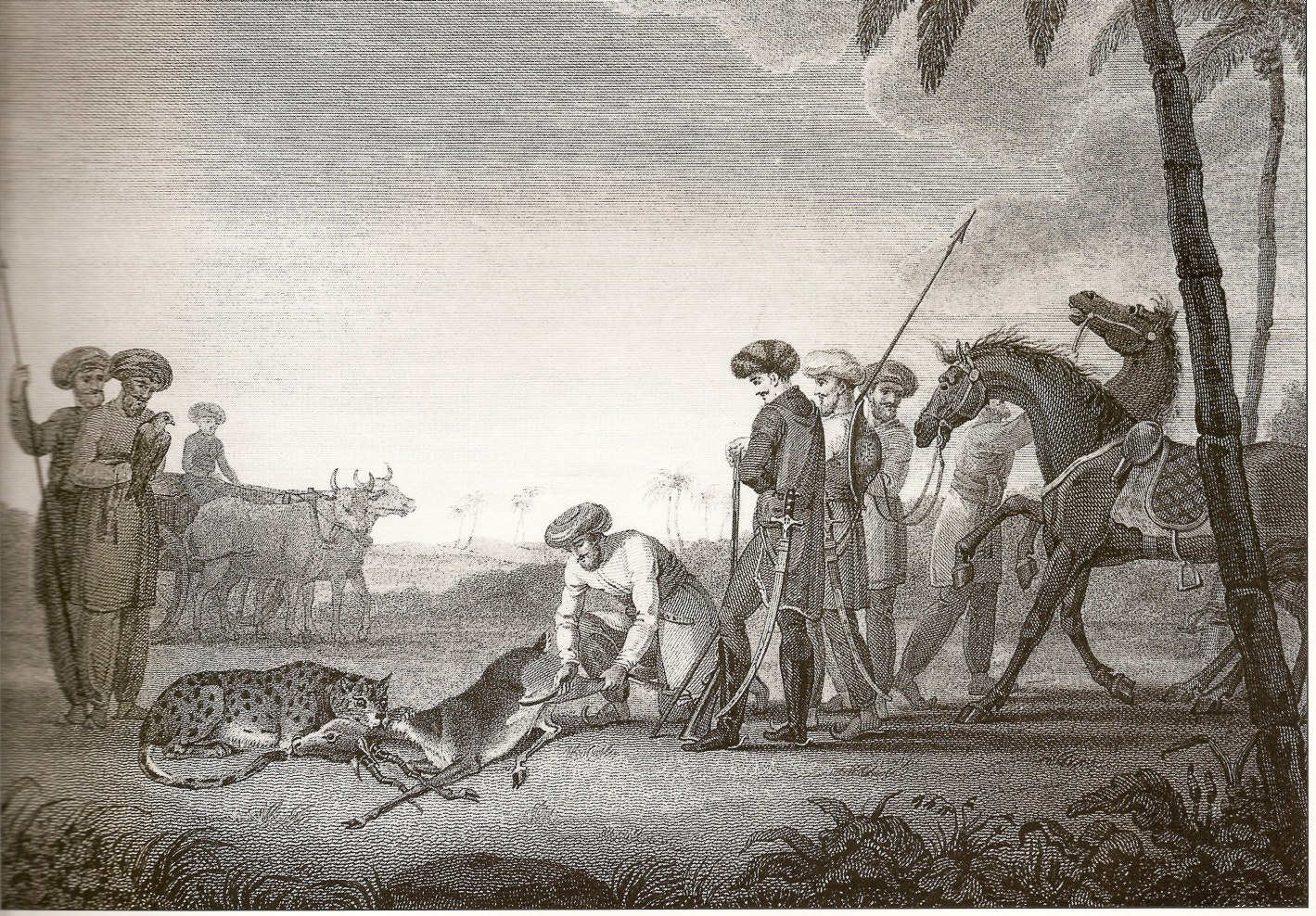
Úri vadászat ázsiai gepárddal Dél-Gudzsarátban, 1812-ben

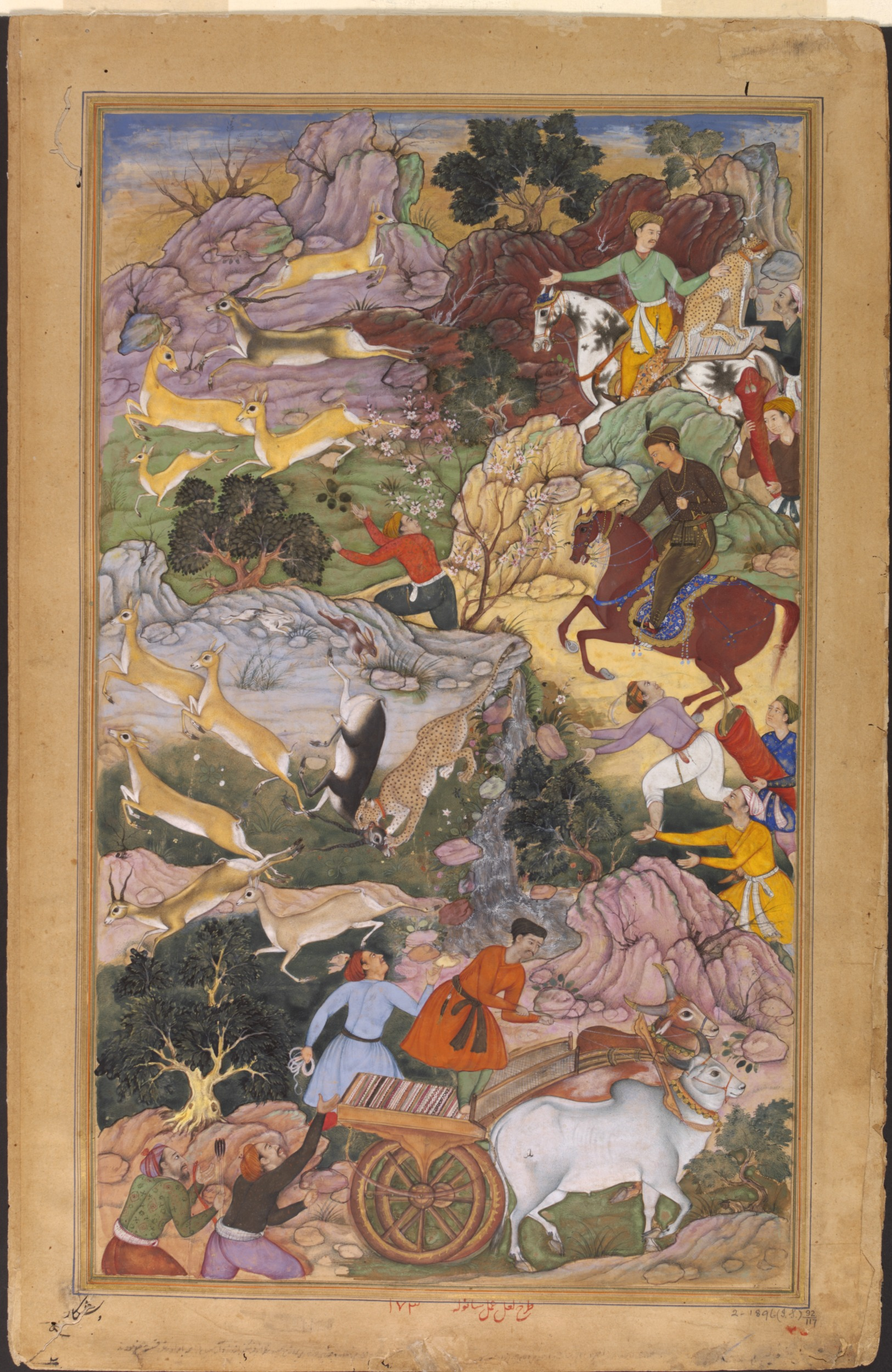
Festmény, amelyen Akbar indiai antilopokra vadászik idomított ázsiai gepárdokkal Akbarnamában

Húsát mindig is fogyasztotta az ember. Az európai telepesek puszta szórakozásból kezdték vadászni, és trófeájával ékesítették magukat. Ezt a fajt és az indiai gazellát speciálisan kiképzett ázsiai gepárdokkal vadászták. Az ázsiai gepárd az 1960-as években halt ki. Az élőhely zsugorodása miatt még ma is a vadászat jelenti a legnagyobb fenyegetést a fajra, habár az indiai törvények szerint 1972 óta védett.  Ugyan az úri sport véget ért, a földművesek folytatják az orvvadászatot, mert azt hiszik, hogy így több lesz a művelhető föld, vagy hogy eleszik a termést. Ezek mellett fontos veszélyeztető tényezők a talaj kizsarolása, a beltenyészet, a betegségek és a látogatók is. Mivel élőhelyüket kénytelenek megosztani a háziállatokkal, azok betegségeit is elkapják.
Valamikor az indiai antilop volt a leggyakoribb patás Indiában. A 19. században 4 milliós volt az állománya. Richard Lydekker 1900 körül százas csordákról írt. A mélypontot 1964-ben érte el 8000-es egyedszámmal. A védőintézkedéseknek hála számuk 50 ezerre nőtt. Főként az Indiai Antilop Nemzeti Parkban élnek. Az IUCN mérsékelten veszélyeztetettnek sorolta be.
Védettsége akkor vált köztudottá, amikor öt év letöltendőre ítélték Salman Khant, az egyik legnagyobb filmcsillagot két indiai antilop és egy indiai gazella miatt. A letartóztatást a bishnoi közösség sürgette, akik szentként tisztelik az indiai antilopokat és a fákat, és akiknek területén a vadászat megtörtént.
Egy másik nevezetessé vált ügyben Mansoor Ali Khan Pataudi volt az orvvadász, aki többek között egy indiai antilopot is megölt. Csak akkor állt bíróság elé, amikor az ügy egy speciális természetvédelmi bíróság elé került.
Pakisztánban és Bangladesben kihalt. Nepálban is kihaltnak tartották, mígnem az 1970-es években felfedeztek egy kis túlélő populációt. Ma 200 indiai antilop él Nepálban, legtöbbjük a Bardia Nemzeti Parkban. Az állományt betelepítésekkel igyekeznek gyarapítani.

## A kultúrában
Tamil nyelven ezeken a neveken ismerik: pulvaai, thirugumaan, velimaan, kadamaan, iralai, karinchikedai és murugumaan. Kannadául Krishna Mruga, teluguul Krishna Jinka. Andhra Pradesh állami állata. Bengáliul Krishnasar, maráthiul Kala Hiran, Sasin, Iralai Maan és Kalveet. Gyakran egyszerűen csak indiai antilopnak nevezik, habár ez más gazellafélékre is használatos.
Bőre fontos szerepet játszik a hinduizmusban. A brahmin fiúk az upanayana után az ő bőréből font szalagot viselnek meztelen bőrökükön. A hindu mitológia szerint Chandrama holdisten indiai antilop hátán közlekedik. A Garuda Purana szerint szerencsét hoz oda, ahol él.

## Képek

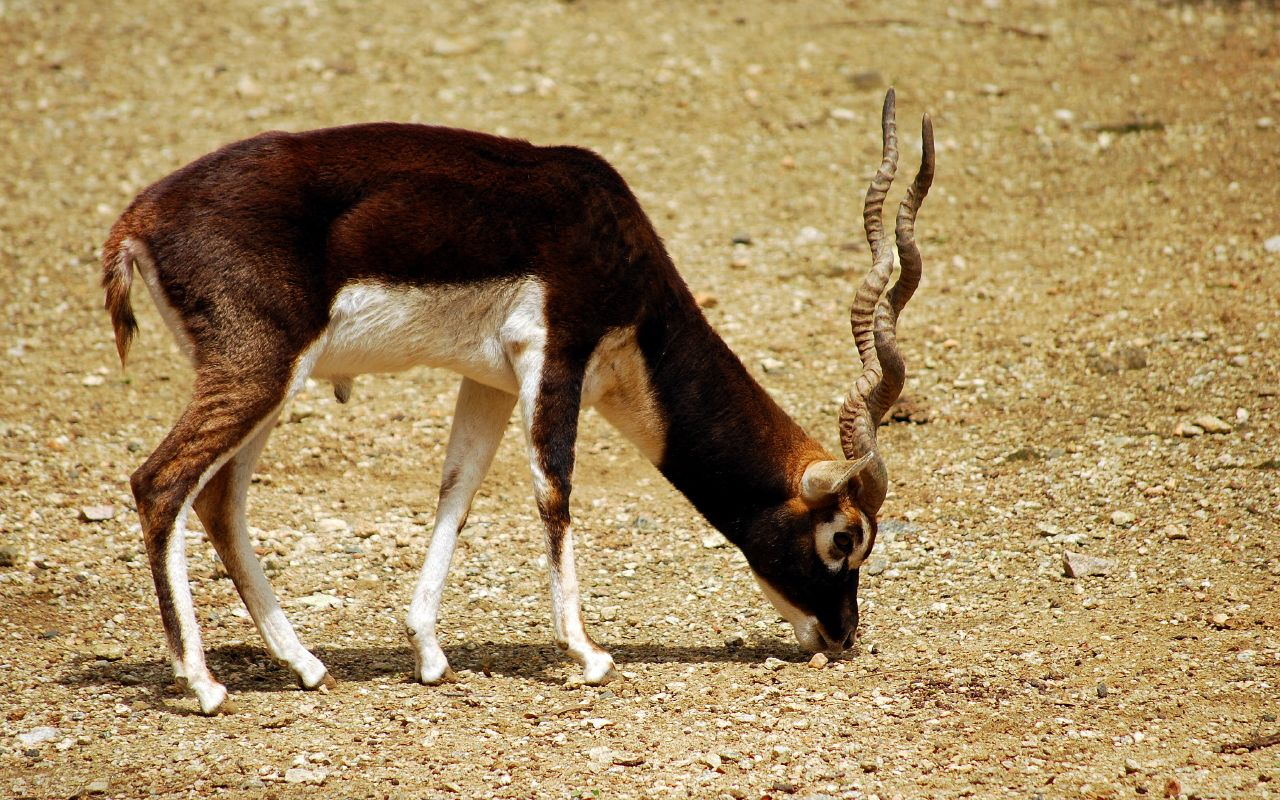
Hím
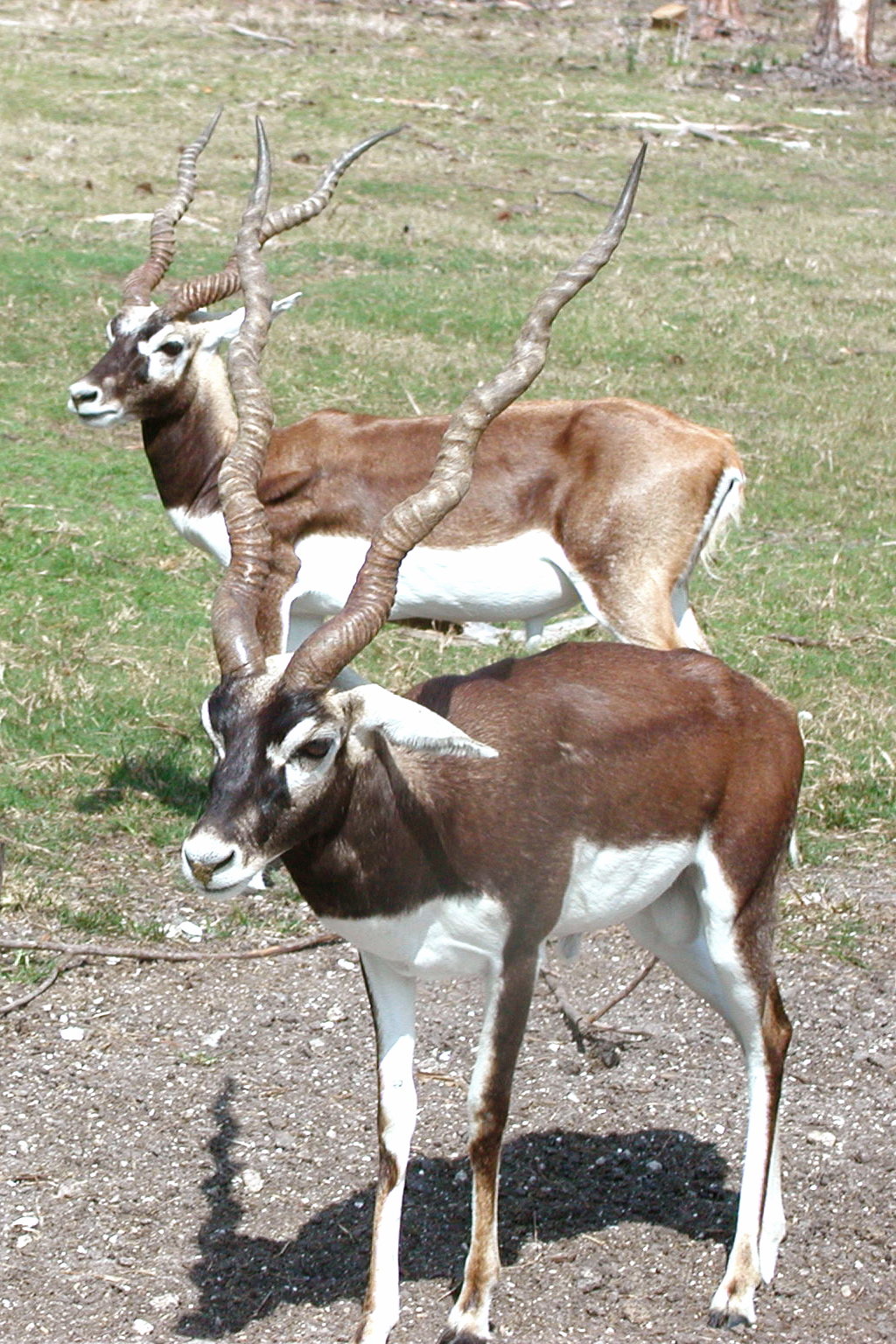
Két hím
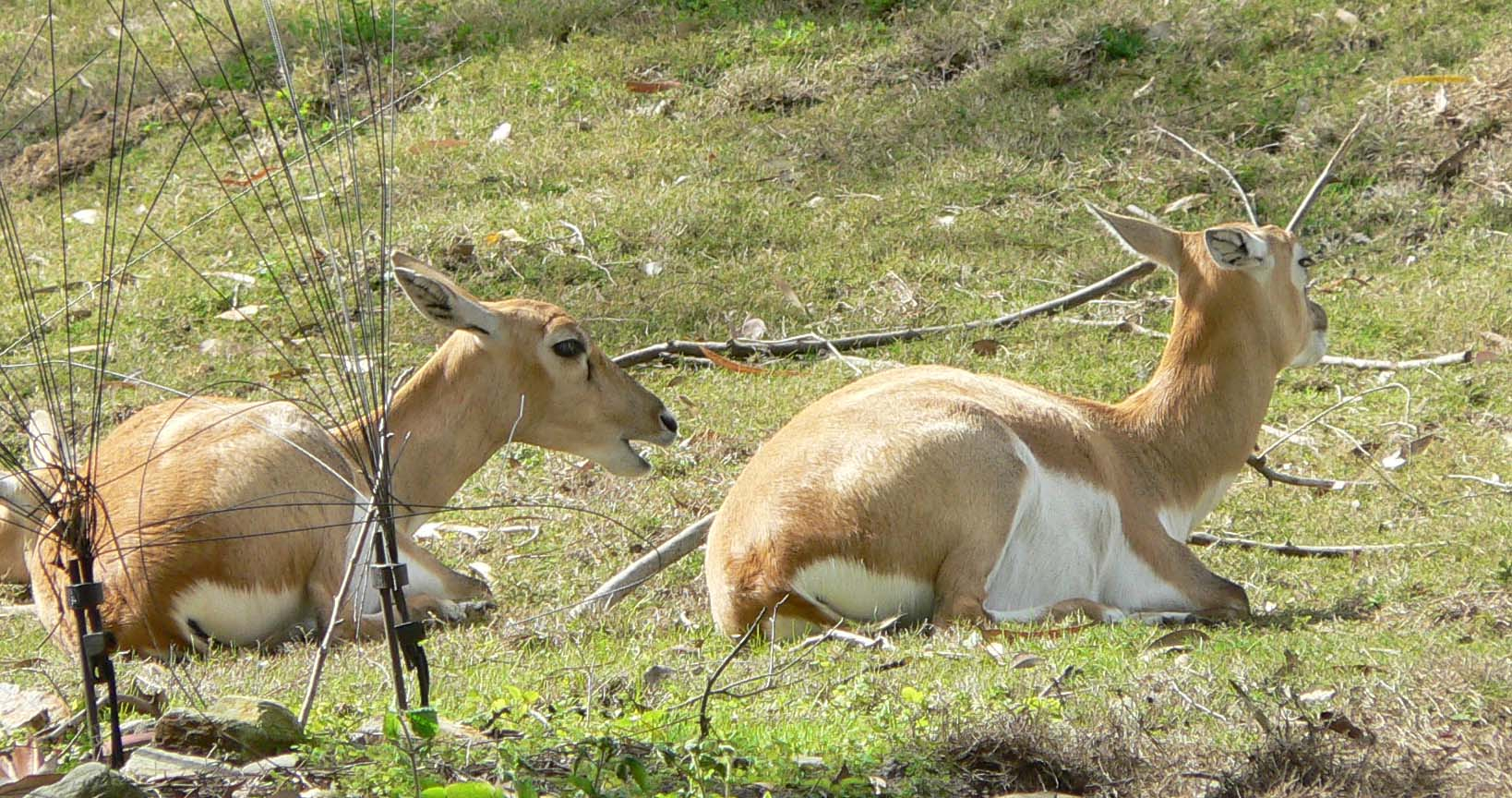
Nőstények
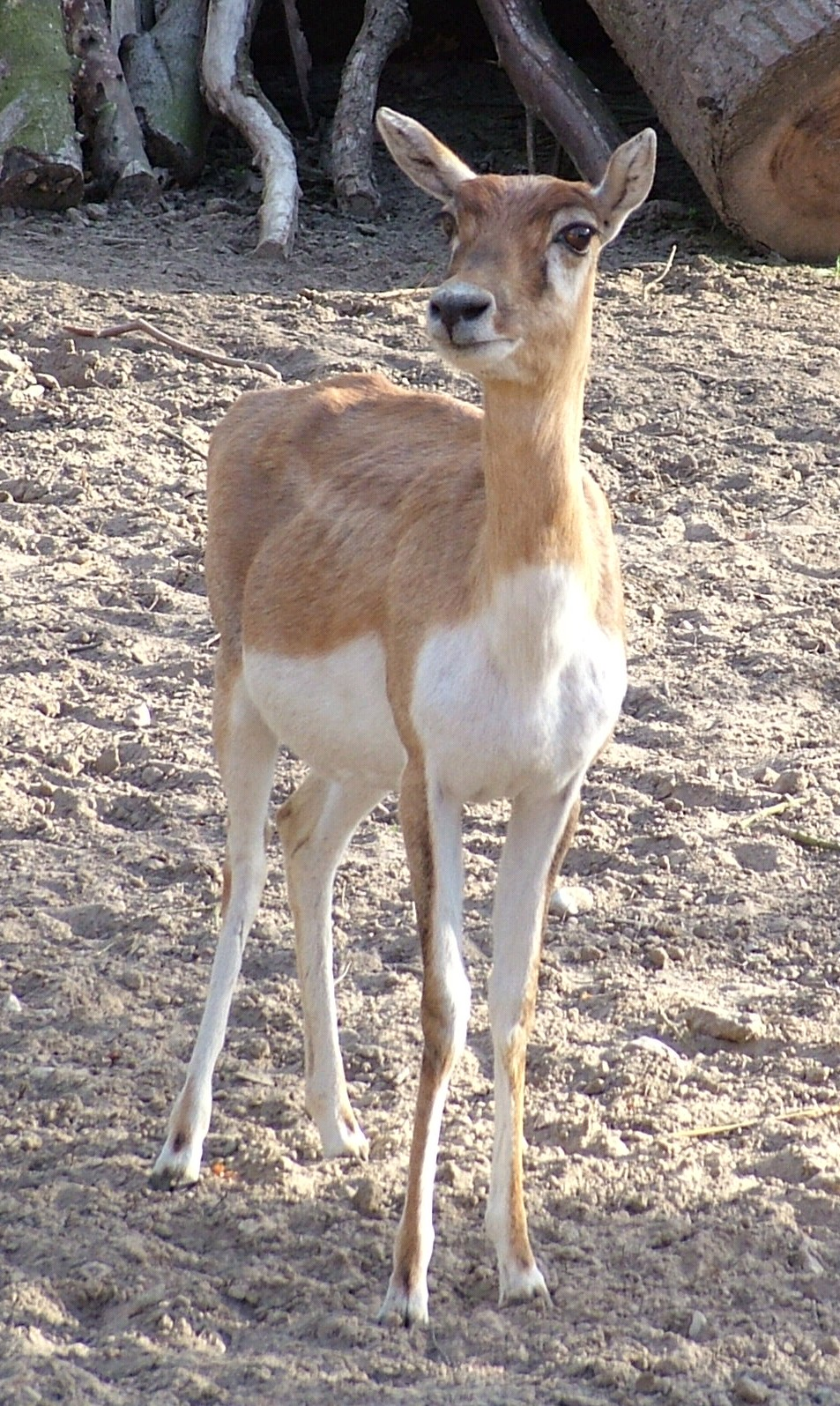
Nőstény

### Fordítás
- Ez a szócikk részben vagy egészben  a   Blackbuck című angol Wikipédia-szócikk ezen változatának fordításán alapul.  Az eredeti cikk szerkesztőit annak laptörténete sorolja fel. Ez a jelzés csupán a megfogalmazás eredetét és a szerzői jogokat jelzi, nem szolgál a cikkben szereplő információk forrásmegjelöléseként.
- Ez a szócikk részben vagy egészben  a   Hirschziegenantilope című német Wikipédia-szócikk fordításán alapul.  Az eredeti cikk szerkesztőit annak laptörténete sorolja fel. Ez a jelzés csupán a megfogalmazás eredetét és a szerzői jogokat jelzi, nem szolgál a cikkben szereplő információk forrásmegjelöléseként.